# 566 (szám)
Az 566 (római számmal: DLXVI) egy természetes szám, félprím, a 2 és a 283 szorzata.

## A szám a matematikában
A tízes számrendszerbeli 566-os a kettes számrendszerben 1000110110, a nyolcas számrendszerben 1066, a tizenhatos számrendszerben 236 alakban írható fel.
Az 566 páros szám, összetett szám, azon belül félprím, kanonikus alakban a 21 · 2831 szorzattal, normálalakban az 5,66 · 102 szorzattal írható fel. Négy osztója van a természetes számok halmazán, ezek növekvő sorrendben: 1, 2, 283 és 566.
Az 566 négyzete 320 356, köbe 181 321 496, négyzetgyöke 23,79075, köbgyöke 8,27190, reciproka 0,0017668. Az 566 egység sugarú kör kerülete 3556,28288 egység, területe 1 006 428,056 területegység; az 566 egység sugarú gömb térfogata 759 517 706,4 térfogategység.